# هنري لويس
هنري لويس (بالإنجليزية: Henry Lewis)‏ (و. 1889 – 1968 م) هو باحث علمي، وأستاذ جامعي ويلزي، ولد في سوانزي، توفي عن عمر يناهز 79 عاماً.

## التعليم
تعلم في كلية يسوع (أكسفورد)، وجامعة كارديف.

## الخدمة العسكرية
خدم في الجيش البريطاني.

## جوائز
حصل على جوائز منها:
- جائزة المنافسة العامة [الإنجليزية]‏ (1946)
- قائد الفنون والآداب